# Ricard Ribas Seva

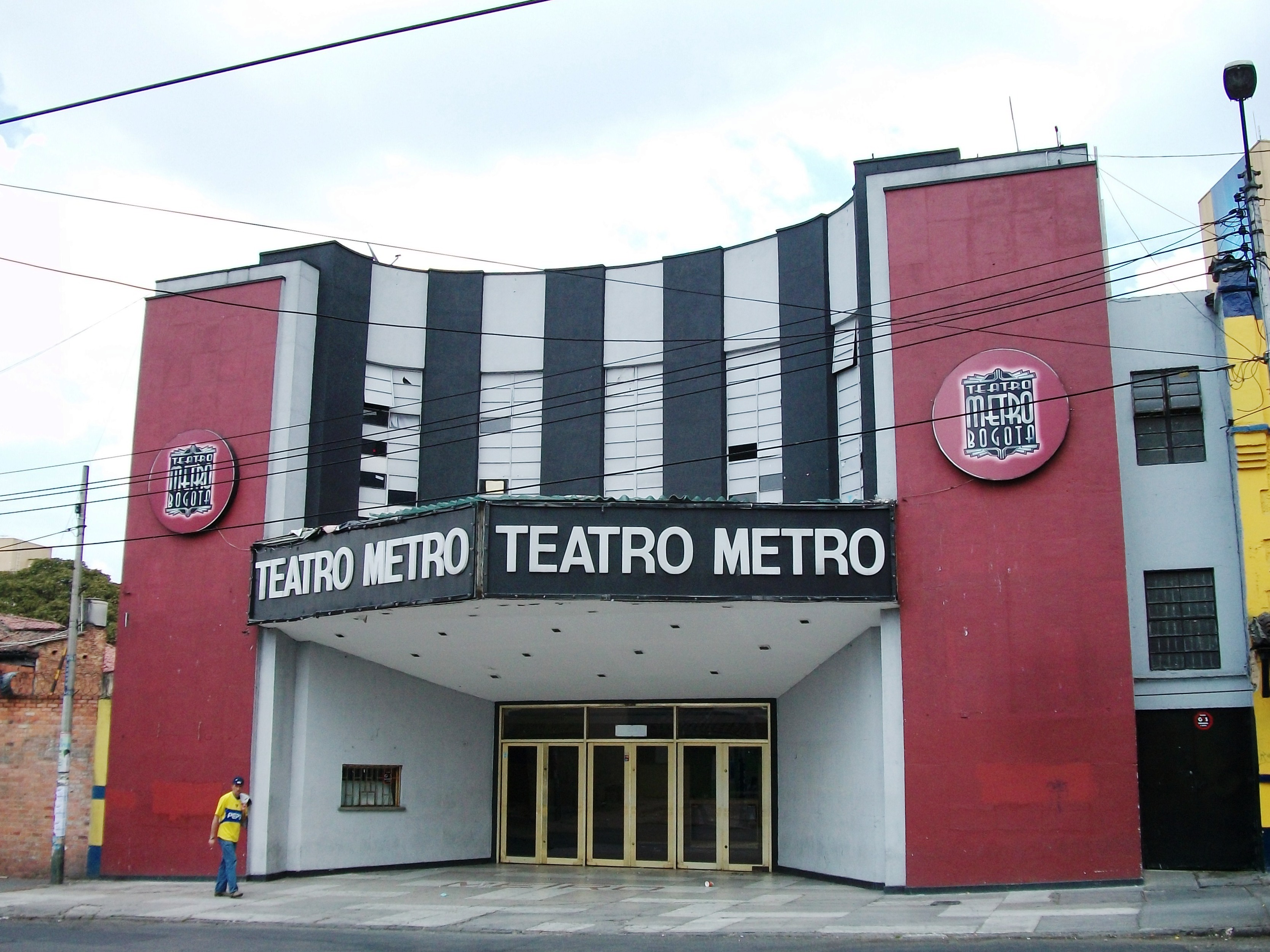
Teatro Teusaquillo (1938), actual Teatro Metro, Bogotá

Ricard Ribas Seva (Barcelona, 1907-ibidem, 2000) fue un arquitecto racionalista español, miembro del GATCPAC. Era hermano del político y dirigente falangista José Ribas Seva.

## Biografía
Estudió en la Escuela Técnica Superior de Arquitectura de Barcelona, donde se tituló en 1932. En 1931 se afilió como socio estudiante al GATCPAC (Grupo de Arquitectos y Técnicos Catalanes para el Progreso de la Arquitectura Contemporánea), en el que pasó a socio director en 1933. Este grupo abordó la arquitectura con voluntad renovadora y liberadora del clasicismo novecentista, así como la de introducir en España las nuevas corrientes internacionales derivadas del racionalismo practicado en Europa por arquitectos como Le Corbusier, Ludwig Mies van der Rohe, Walter Gropius y J.J.P. Oud. El GATCPAC defendía la realización de cálculos científicos en la construcción, así como la utilización de nuevos materiales, como las placas de fibrocemento o la uralita, además de materiales más ligeros como el vidrio.
En 1932 elaboró con Antoni Puig i Gairalt un proyecto no realizado de aeropuerto de Barcelona. También ese año construyó la Villa Eugenia (calle de Santa Catalina de Siena). En 1933 hizo un proyecto de Bar Términus (paseo de Gracia 54) y diseñó con Francesc Perales un prototipo de parada de floristas para Las Ramblas, actualmente desaparecido. En 1934 construyó una vivienda unifamiliar en Barcelona (carretera de Esplugues 82). Entre 1934 y 1936 construyó la casa Ballvé (calle de Balmes 166).
En 1936 dimitió como socio del GATCPAC y, en 1937, se estableció en Colombia. En 1942 fue inhabilitado para el ejercicio de su profesión en España, en el seno de una depuración de arquitectos vinculados a la República por las nuevas autoridades franquistas.
En Colombia continuó con su labor, especialmente residencias para familias bienestantes, como la casa de Bartolomé Jaune y el edificio de apartamentos Gustavo Restrepo. Posteriormente se asoció con Manuel de Vengoechea, con el que efectuó diecisiete proyectos de vivienda, una fábrica de muebles y una casa de retiro. De sus obras en estos años destacan el Teatro Teusaquillo de Bogotá (1938, actual Teatro Metro) y el edificio Vengoechea (1939), igualmente en Bogotá. En 1942 se trasladó a Argentina. Por último, en 1952 regresó a Barcelona, donde ejerció de nuevo su profesión hasta su muerte. Entre sus obras de este período destaca la Clínica Sant Jordi (1956-1957), en la Vía Augusta 269-273 de Barcelona, un edificio que guarda consonancia con su anterior etapa racionalista, con un cierto aire abstracto y esencialista que recuerda la casa Ballvé, en el que destaca el testero en forma de proa de barco, una característica bastante corriente del racionalismo, con fachadas laterales vidriadas y un sistema de balcones alargados y voladizos, con barandillas y marquesinas también de vidrio.
En 1992 fue elegido académico de honor de la Real Academia Catalana de Bellas Artes de San Jorge.